# Qendër Leskovik
Qendër Leskovik è una frazione del comune di Kolonjë in Albania (prefettura di Coriza).
Fino alla riforma amministrativa del 2015 era comune autonomo, dopo la riforma è stato accorpato, insieme agli ex-comuni di Barmash, Çlirim, Ersekë, Leskovik, Mollas, Novoselë e Qendër Ersekë a costituire la municipalità di Kolonjë.